# Thiết Thám
Thiết Thám (tiếng Trung: 鐵探; tiếng Anh: The Defected, nghĩa đen là "Thám tử sắt") là một phim truyền hình Hồng Kông năm 2019 thể loại cảnh sát, hình sự hiện đại. Đây là sản phẩm hợp tác giữa công ty truyền hình Hồng Kông TVB và Tencent Pictures của Trung Quốc, một đơn vị sản xuất truyền hình do Tencent ra mắt. Các diễn viên chính Viên Vỹ Hào, Huệ Anh Hồng và Khương Hạo Văn. Diễn viên phụ Thái Tư Bối, Huỳnh Trí Hiền, Dương Minh, Lương Cạnh Huy (tên cũ: Lương Liệt Duy), Hứa Thiệu Hùng, Ngô Đình Diệp, Vương Quân Hinh, Đặng Bội Nghi, Tưởng Tổ Mạn và Lư Uyển Nhân. Diễn viên khách mời Hồng Vĩnh Thành, Thạch Tu và Trần Mẫn Chi. Giám chế Tô Vạn Thông, biên thẩm (biên kịch và thẩm định) Chu Kính Kỳ và Lưu Tiểu Quần, nhà sản xuất Tôn Trung Hoài và Đỗ Chi Khắc, tổng giám chế Hàn Chí Kiệt. Bộ phim nói về những cảnh sát bị tổn thương thân thể và tâm lý làm thế nào thể hiện mặt yếu đuối và kiên cường của mình khi đối diện với tội phạm hung hãn, thông minh cùng chuyện đấu đá nội bộ của cấp trên.

## Cốt truyện
Thanh tra Thượng Thăng (Viên Vỹ Hào) vì cứu đồng đội mà bị tội phạm bắn một viên đạn vào đầu. Dù sống sót thần kỳ, được mọi người gọi là "Thiết Thám" nhưng để lại nhiều di chứng... Người bắn Thượng Thăng hóa ra là Du Bỉnh Cao / Bingo (Khương Hạo Văn) - nội gián của Tổng cảnh ti Vạn Hi Hoa (Huệ Anh Hồng). Vạn Hi Hoa vì tranh giành quyền lực với một nhân vật cao cấp khác là Giản Quốc Thự (Hứa Thiệu Hùng) mà bỏ rơi Bingo, Bingo trong cơn tức giận đã nổ súng nhưng bắn nhầm Thượng Thăng. Phát súng này khiến Bingo trở thành nội gián biến chất, nhưng chí nguyện cảnh sát của anh chưa hề thay đổi. Thượng Thăng trở thành con cờ trong ván cờ quyền lực, cũng may được sự giúp đỡ của Tổng cảnh ti Trình Vũ Sâm (Huỳnh Trí Hiền), thề dùng quyền đấu để kết thúc quyền đấu. Bingo mạo hiểm lấy được chứng cứ cho thấy Vạn Hi Hoa tắc trách trong khi làm nhiệm vụ, tiến hành việc đền bù cuối cùng cho Thượng Thăng. Thượng Thăng đưa Vạn Hi Hoa ra tòa, nhưng quan tòa lại phán anh bị như vậy là "tự mình chuốc lấy". Thượng Thăng làm kinh động tới uy quyền của ngành cảnh sát, tiếp tục kháng cáo, cuối cùng lấy lại được công bằng. Đáng tiếc, những di chứng sau chấn thương khiến mạng sống của anh đếm ngược từng ngày, nhưng vẫn kiên trì làm cảnh sát tới ngày cuối cùng, sống cuộc đời không hối hận, không hổ thẹn.

## Thời gian phát sóng
| Kênh                      | Quốc gia                | Ngày phát sóng             | Thời gian                  |
| ------------------------- | ----------------------- | -------------------------- | -------------------------- |
| Đài Phỉ Thúy              | Hồng Kông Ma Cao        | 1/4/2019 - 10/5/2019       | 21:30 thứ hai tới thứ sáu  |
| Astro AOD                 | Malaysia                | 1/4/2019 - 10/5/2019       | 21:30 thứ hai tới thứ sáu  |
| HUB Hí kịch thủ tuyển     | Singapore               | 1/4/2019 - 10/5/2019       | 21:30 thứ hai tới thứ sáu  |
| myTV SUPER / TVB Anywhere | Hồng Kông Ma Cao Canada | Bất cứ khi nào mở ứng dụng | Bất cứ khi nào mở ứng dụng |
| SCTV9                     | Việt Nam                | 8/4/2019 - 17/5/2019       | 20:00 thứ hai tới thứ sáu  |
| TVB Anywhere              | Bên ngoài Ma Cao        | 1/4/2019 - 10/5/2019       | 21:30 thứ hai tới thứ sáu  |
| Tencent Pictures          | Trung Quốc đại lục      | Bất cứ khi nào mở ứng dụng | Bất cứ khi nào mở ứng dụng |
| Netflix                   |                         | Bất cứ khi nào mở ứng dụng | Bất cứ khi nào mở ứng dụng |

## Nhân vật
Lưu ý:
- Xin bỏ qua phần chữ nhỏ trong các bảng nếu không muốn biết trước nội dung chi tiết của phim.
- Trong phần này, cấp bậc của Cảnh sát Hong Kong được in nghiêng, tên các đội cảnh sát và biệt danh nhân vật được in đậm. Để hiểu thêm về các chức vụ, mời xem Cấp bậc và phù hiệu của Lực lượng Cảnh sát Hồng Kông.

### Lực lượng Cảnh sát Hồng Kông
| Diễn viên      | Nhân vật          | Biệt danh / Mối quan hệ |
| -------------- | ----------------- | --- |
| Thạch Tu       | Quách Triển Lượng | Vincent, sếp Quách, Sếp Lớn, Nhất Ca Sở trưởng Cảnh sát Cấp trên của Lê Dịch Thái, Doãn Thiên Dục, Vạn Hi Hoa, Trình Vũ Sâm, Giản Quốc Thự, Tô Tuệ NhãTập 6, khi biết Giản Quốc Thự có tác phong xử sự không đúng đắn, đã điều ông ta qua làm Phó viện trưởng Học viện Cảnh sát. Tập 14, ra lệnh cho Lê Dịch Thái nghỉ hưu sớm. Tập 15, thăng chức cho Vạn Hi Hoa thành Chỉ huy tổng khu Tây Cửu Long, điều Trình Vũ Sâm qua tổng khu Tây Cửu Long làm Phó chỉ huy. Tập 19, thăng chức cho Doãn Thiên Dục thành Trợ lý Sở trưởng, cai quản nhánh Hình sự. Tập 25, phê chuẩn quyết định của Vạn Hi Hoa: thôi chức Phó chỉ huy tổng khu Tây Cửu Long của Trình Vũ Sâm và điều anh ta đi nơi khác. Tập 28, đứng trước truyền thông ủng hộ Vạn Hi Hoa kế nhiệm chức Sở trưởng Cảnh sát. Tập 30, về hưu và phim chỉ đề cập có Nhất Ca mới kế nhiệm, không nói rõ là ai.(khách mời diễn xuất) |
| Lý Thành Xương | Doãn Thiên Dục    | sếp Doãn Tổng cảnh ti OCTB (Cục Điều tra Tội phạm có tổ chức và Xã hội đen) -> Trợ lý Sở trưởng (nhánh Hình sự) Cấp dưới của Quách Triển Lượng Đồ đệ kiêm cấp trên của Giản Quốc Thự Đối thủ cạnh tranh và đối địch với Vạn Hi Hoa |

### Trụ sở Tổng khu Tây Cửu Long
| Diễn viên         | Nhân vật         | Biệt danh / Mối quan hệ |
| ----------------- | ---------------- | --- |
| Tiển Hạo Anh      | Lê Dịch Thái     | sếp Lê Trợ lý Sở trưởng / Chỉ huy Tổng khu Tây Cửu Long -> Nghỉ hưu sớm Cấp trên của Vạn Hi Hoa, Giản Quốc Thự Cha đỡ đầu của Khâu Lệ TiếnTập 14, trong vụ Hà Lực Cường và Bingo thành công đào tẩu, định đẩy trách nhiệm cho Thượng Thăng, kết quả bị Quách Triển Lượng ra lệnh nghỉ hưu sớm nửa năm. |
| Huệ Anh Hồng      | Vạn Hi Hoa       | Madam Vạn 1 trong 2 nhân vật phản diện lớn nhất phim Tổng cảnh ti / Phó chỉ huy Tổng khu Tây Cửu Long -> Trợ lý Sở trưởng / Chỉ huy Tổng khu Tây Cửu Long -> Trợ lý Sở trưởng Cao cấp (chưa chính thức thăng chức, sau đó bị kỷ luật nội bộ) -> Nghỉ hưu sớm Cấp dưới của Quách Triển Lượng, Lê Dịch Thái Mẹ của Khâu Lệ Tiến, Khâu Lệ Kiệt Đối đầu với Trình Vũ Sâm, sau đó giả vờ hợp tác, thực chất âm thầm hãm hại anh ta Kẻ địch của Giản Quốc Thự, sau đó hợp tác Cấp trên của Bingo, sau đó trở mặt Cấp trên của Thượng Thăng, bất hòa với anh Cấp trên của Ngũ Vỹ Trung Bất hòa và có thành kiến với Cốc Vĩnh ChínhTập 5, vì bắn chết La Đại Uy nên bị Bingo nhắm bắn nhưng vô tình bắn trúng đầu Thượng Thăng, riêng bà cũng mất một phần thính lực bên tai trái. Tập 15, thăng làm Chỉ huy Tổng khu Tây Cửu Long. Tập 23, vì bị Trình Vũ Sâm ép giao quyền chỉ huy hành động bắt giữ Đặng Minh Dương và Giang Chính Long, nên âm thầm phá hoại kế hoạch của anh ta và cố ý để Đặng Minh Dương trốn thoát khiến hành động thất bại, khiến con trai thứ là Khâu Lệ Kiệt hy sinh. Tập 25, được Quách Triển Lượng phê chuẩn, thôi chức Phó chỉ huy tổng khu Tây Cửu Long của Trình Vũ Sâm, điều anh ta đi nơi khác và buộc nhóm của Thượng Thăng ngồi chơi không có việc làm. Tập 27, theo lời Bingo thì 3 năm trước vì không muốn thân phận nội gián của Bingo bị lộ khiến hành động thất bại, bà đã không cho Bingo cứu Khâu Lệ Tiến, khiến Lệ Tiến hy sinh. Vì không muốn tin tức này lọt ra ngoài, bà định bắn chết Bingo, nhưng bắn chết nhầm Ngũ Vỹ Trung, rồi lệnh cho lính bắn tỉa bắn chết Bingo đồng thời tự dùng súng của mình bắn chết anh. Tập 29, chuẩn bị lên chức Trợ lý Sở trưởng Cao cấp thì bị Thượng Thăng và Trình Vũ Sâm khởi kiện lên Cao đẳng Pháp viện, buộc tội "chỉ huy tắc trách" làm Thượng Thăng trúng đạn. Tập 30, tòa án phán quyết Thượng Thăng thua kiện, sau này tòa phúc thẩm đổi thành thắng kiện, bà phải bồi thường cho anh. Sau đó nhờ Trình Vũ Sâm thăng chức Trợ lý Sở trưởng nên đủ quyền khiếu nại lên Cục Nhân viên Công vụ khiến bà bị kỷ luật nội bộ và nghỉ hưu sớm. Cuộc họp kỷ luật nội bộ còn phát hiện cái chết của Bingo có điểm khả nghi, tiến hành điều tra hình sự với bà.Xem Nhà họ Khâu |
| Huỳnh Trí Hiền    | Trình Vũ Sâm     | Samuel, sếp Trình, Thằng Què (Vạn Hi Hoa, Giản Quốc Thự thường gọi) Tổng cảnh ti C&IIB (Cục Khiếu nại và Điều tra nội bộ) -> Tổng cảnh ti / Phó chỉ huy Tổng khu Tây Cửu Long -> Trợ lý Sở trưởng / Chỉ huy Tổng khu Đảo Hong Kong Từng là Cảnh ti của SDU (Đội Phi Hổ) Chồng của Tô Tuệ Nhã Cấp dưới của Quách Triển Lượng Cấp dưới của Vạn Hi Hoa, đối đầu với bà, sau đó bề ngoài hợp tác, thực chất bị bà âm thầm hãm hạiTập 16, được sự giúp đỡ của Quách Triển Lượng, điều phối lại toàn bộ nhân sự của Tổng khu Tây Cửu Long. Tập 18, cố ý điều 21 cảnh sát từng bị Vạn Hi Hoa và Ngũ Vỹ Trung điều đi về lại Tổ trọng án. Tập 23, do ép Vạn Hi Hoa giao quyền chỉ huy hành động bắt giữ Đặng Minh Dương và Giang Chính Long, nên bị bà âm thầm phá hoại khiến hành động thất bại. Tập 25, được Quách Triển Lượng phê chuẩn, bị Vạn Hi Hoa thôi chức Phó chỉ huy tổng khu Tây Cửu Long và điều đi nơi khác. Tập 29, cùng với Thượng Thăng khởi kiện Vạn Hi Hoa lên Cao đẳng Pháp viện, buộc tội "chỉ huy tắc trách" làm Thượng Thăng trúng đạn. Tập 30, bắn Đặng Minh Dương bị thương và bắt giữ hắn ta. Sau đó được thăng chức Trợ lý Sở trưởng / Chỉ huy Tổng khu Đảo Hong Kong, lấy thân phận này để khiếu nại lên Cục Nhân viên Công vụ, yêu cầu Trưởng đặc khu tiến hành kỷ luật nội bộ đối với Vạn Hi Hoa. |
| Trần Chí Kiện     | Ngũ Vỹ Trung     | sếp Ngũ, A Trung, Ngũ Công Công Cảnh ti (nhánh Hình sự, phân nhánh Hành động) của Tổng khu Tây Cửu Long Cấp đưới của Vạn Hi Hoa, vô cùng trung thành và được bà tín nhiệm, phần lớn thời gian đều đi theo bà làm việcTập 23, tự thân theo dõi và giám sát Hà Lực Cường, được Vạn Hi Hoa hứa xong việc sẽ thăng chức cho. Tập 27, biết được sự thật từ miệng Bingo rằng 3 năm trước vì không muốn thân phận nội gián của Bingo bị lộ khiến hành động thất bại, Vạn Hi Hoa đã không cho Bingo cứu Khâu Lệ Tiến, khiến Lệ Tiến hy sinh. Anh ghi âm lại đoạn đối thoại đó làm bằng chứng, sau đó vì ngăn cản Vạn Hi Hoa mà lấy thân mình che chắn cho Bingo, cuối cùng bị Vạn Hi Hoa ngộ sát. Tập 30, phim đề cập rằng cảnh sát đã phục hồi đoạn ghi âm trong điện thoại của anh, sau đó quyết định điều tra lại vụ án Bingo bị bắn chết. |
| Tăng Tuệ Vân      | Lữ Bích Chi      | Madam Lữ Cảnh ti Cao cấp (nhánh Hành chính) Tổng khu Tây Cửu LongTập 16, bị điều từ nhánh Hành chính qua nhánh Giao thông. |
| Triệu Lạc Hiền    | Dương Thụ Thông  | sếp Dương Cảnh ti Cao cấp (nhánh Giao thông) Tổng khu Tây Cửu LongTập 16, bị điều từ nhánh Giao thông qua nhánh Hành chính. |
| Hà Vỹ Nghiệp      | Trương Nhật Tùng | sếp Trương Cảnh ti Cao cấp (nhánh Hình sự) Tổng khu Tây Cửu LongTập 16, bị Trình Vũ Sâm điều đi nơi khác. |
| Lý Thiện Hằng     | Hứa Trạch Bách   | sếp Hứa Cảnh ti Cao cấp (nhánh Hành động) Tổng khu Tây Cửu LongTập 16, bị Trình Vũ Sâm điều đi nơi khác. |
| Dương Chứng Hoa   | Tiêu Diễm        | Cảnh ti Cao cấpTập 17, bị điều đi nơi khác. |
| Khương Hạo Văn    | Du Bỉnh Cao      | Bingo Nội gián của cảnh sát, sau đó bị buộc phải biến chất (nhưng vẫn dùng cách riêng của mình để làm nhiệm vụ nội gián, thu thập chứng cứ lạm quyền của Vạn Hi Hoa) Số hiệu cảnh sát: PC38451 Cấp dưới của Vạn Hi Hoa, sau đó trở mặt Coi Thượng Thăng vừa là bạn vừa là đối thủ Nhiều lần ra tay bảo vệ Thượng Tình và Đồng Đồng.Tập 2, phim đề cập khi anh ở tù bị bạn tù đâm vào lưng trọng thương vì bảo vệ La Đại Uy, khiến một phần bàn tay trái không còn cảm giác. Tập 5, vì bảo vệ La Đại Uy mà đánh lén làm Khâu Lệ Kiệt ngất xỉu và cướp khẩu súng của anh ta, sau đó vì La Đại Uy bị Vạn Hi Hoa bắn chết nên chĩa súng vào Vạn Hi Hoa để trút giận (nhưng cố ý bắn trượt), vô tình bắn trúng đầu Thượng Thăng. Tập 5, lấy điện thoại Sơn Cẩu gọi nặc danh cho Châu Lập Hiền đề nghị hợp tác, thực chất là giúp Vạn Hi Hoa dụ bắt Châu Lập Hiền. Tập 9, bắt đầu tiếp cận Đặng Minh Dương. Tập 13, tạm thời nhận nuôi Lưu Đồng Đồng, coi bé như con ruột. Tập 18, vì lo cho an nguy của Đồng Đồng nên giao bé cho Vương Thanh Dư chăm sóc. Tập 20, đánh Hà Lực Cường bị thương khi hắn định giết Lưu Đồng Đồng và Quảng Vịnh Sa, sau đó đưa Thượng Tình đang bị lạc đường về cho Thượng Thăng, nhận lời đề nghị hợp tác bắt Đặng Minh Dương của Thượng Thăng. Tập 25 tự nguyện cho Thượng Thăng bắt giữ, không hé lộ gì về việc Vạn Hi Hoa phá hoại hành động bắt giữ Đặng Minh Dương và Giang Chính Long. Vì muốn được giảm án mà thông đồng với Vạn Hi Hoa cho khẩu cung giả để che giấu bí mật này. Tập 27, nói ra sự thật rằng 3 năm trước vì không muốn thân phận nội gián của anh bị lộ khiến hành động thất bại, Vạn Hi Hoa đã không cho anh cứu Khâu Lệ Tiến, khiến Lệ Tiến hy sinh. Vì vậy, bị Vạn Hi Hoa và lính bắn tỉa của cảnh sát đang mai phục bắn chết.Xem Nhà họ Du |
| Đặng Bội Nghi     | Quảng Vịnh Sa    | Kay Nội gián của cảnh sát -> Cảnh viên Đồng nghiệp và bạn thân của Bingo Cấp dưới của Vạn Hi Hoa, sau này trở mặt Ân nhân của Vương Thanh Dư Cố ý tiếp cận Trương Lệ Nhàn để điều tra và giám sát BingoTập 18, biết được vị trí hiện tại của Đồng Đồng. Tập 20, vì cứu Đồng Đồng đang bị Hà Lực Cường truy sát nên bị hắn tập kích, sau đó nhờ Bingo kịp thời ra tay cứu. Tập 27, sau khi Bingo chết đã đem chứng cứ Vạn Hi Hoa lạm quyền mà Bingo thu thập lúc còn sống giao cho Thượng Thăng. Từ tập 28, giúp đỡ Thượng Thăng tố cáo Vạn Hi Hoa lạm quyền, đồng ý ra tòa chỉ tội Vạn Hi Hoa lúc trước đã cố tình thả Đặng Minh Dương trong một lần hành động. Tập 29, phim có đề cập cô được khôi phục thân phận cảnh sát. |
| Lý Khải Kiệt      | Hàn Đức Lôi      | Sĩ quan cảnh sát |
| Viên Trấn Nghiệp  | Viên Bác Lâm     | Sĩ quan cảnh sát |
| Chương Cảnh Hằng  | Cố Chí Hào       | Trung sĩ |
| Lưu Thiên Long    | Thi Thiếu Phong  | Sĩ quan từ cấp Thanh tra trở lên ở Trụ sở Tổng khu Tây Cửu Long |
| Thiệu Trác Nghiêu | Phan Chí Cương   | Sĩ quan từ cấp Thanh tra trở lên ở Trụ sở Tổng khu Tây Cửu Long |
| Phan Quán Lâm     | Trịnh Gia Mẫn    | Sĩ quan từ cấp Thanh tra trở lên ở Trụ sở Tổng khu Tây Cửu Long |
| Lợi Dĩnh Di       | Huỳnh Bội Thi    | Sĩ quan từ cấp Thanh tra trở lên ở Trụ sở Tổng khu Tây Cửu Long |
| Trịnh Vịnh Khiêm  | Trương Tuấn Hạ   | Sĩ quan từ cấp Thanh tra trở lên ở Trụ sở Tổng khu Tây Cửu Long |
| Lý Quân Nghiên    | Văn Ỷ Cầm        | Sĩ quan từ cấp Thanh tra trở lên ở Trụ sở Tổng khu Tây Cửu Long |
| Lư Vỹ Văn         | Phương Gia Địch  | Sĩ quan từ cấp Thanh tra trở lên ở Trụ sở Tổng khu Tây Cửu Long |
| Diệp Gia Hoằng    | Lâm Vĩnh Bân     | Sĩ quan từ cấp Thanh tra trở lên ở Trụ sở Tổng khu Tây Cửu Long |
| Huỳnh Diệu Văn    | Đàm Mộc Huân     | Sĩ quan từ cấp Thanh tra trở lên ở Trụ sở Tổng khu Tây Cửu Long |
| Tô Trác Ân        | Mạc Đắc Bằng     | Sĩ quan từ cấp Thanh tra trở lên ở Trụ sở Tổng khu Tây Cửu LongTập 13, tham gia áp giải Bingo, khi Eddy nhắm bắn Thượng Thăng đã bắn nhầm khiến anh trúng đạn ở bụng, sau đó kịp thời được Bingo và Thượng Thăng đưa tới bệnh viện nên không sao. |
| Giang Phú Cường   |                  | Thanh tra ở Trụ sở Tổng khu Tây Cửu Long |
| Tăng Kiện Minh    |                  | Thanh tra ở Trụ sở Tổng khu Tây Cửu Long |
| Huỳnh Tử Vỹ       |                  | Thanh tra ở Trụ sở Tổng khu Tây Cửu Long |
| Lương Già Vịnh    |                  | Thư ký của Vạn Hi Hoa |
| Châu Lệ Hân       |                  | Thư ký của Trình Vũ Sâm |
| Ngũ Lễ Khiên      |                  | Sĩ quan từ cấp Thanh tra trở lên ở CIB (Cục Tình báo Hình sự) |
| Ngô Tử Trùng      |                  | Sĩ quan từ cấp Thanh tra trở lên ở CIB (Cục Tình báo Hình sự) |
| Trần Nặc Trung    |                  | Sĩ quan từ cấp Thanh tra trở lên ở CIB (Cục Tình báo Hình sự) |
| Hà Tấn Lạc        |                  | Sĩ quan từ cấp Thanh tra trở lên ở CIB (Cục Tình báo Hình sự) |

#### Tổ trọng án khu (RCU)Tây Cửu Long
| Diễn viên                | Nhân vật          | Biệt danh / Mối quan hệ |
| ------------------------ | ----------------- | --- |
| Trương Gia Tấn (lúc nhỏ) | Khâu Lệ Kiệt      | Matt, sếp Matt Thanh tra / Chỉ huy tổ C hành động của NB (Cục điều tra Ma túy) -> Thanh tra Cao cấp / Chỉ huy Tổ trọng án Con trai thứ kiêm cấp dưới của Vạn Hi Hoa Cấp dưới của Giản Quốc Thự, bất hòa với ông ta Cấp trên của Thượng Thăng, bất hòa với anh, sau đó làm hòa Cấp trên và thanh mai trúc mã của Chiêu Hỉ Duyệt, có mối tình đau khổ với côTập 5, bị Bingo đánh lén ngất xỉu và cướp đi khẩu súng khi đang truy bắt La Đại Uy. Tập 18, được điều từ NB qua RCU Tây Cửu Long. Tập 24, bị Đặng Minh Dương bắn chết bằng nghi thức hành hình.Nhân vật nguyên bản ngoài đời: Cảnh viên Lương Thành Ân Xem Nhà họ Khâu |
| Dương Minh               | Khâu Lệ Kiệt      | Matt, sếp Matt Thanh tra / Chỉ huy tổ C hành động của NB (Cục điều tra Ma túy) -> Thanh tra Cao cấp / Chỉ huy Tổ trọng án Con trai thứ kiêm cấp dưới của Vạn Hi Hoa Cấp dưới của Giản Quốc Thự, bất hòa với ông ta Cấp trên của Thượng Thăng, bất hòa với anh, sau đó làm hòa Cấp trên và thanh mai trúc mã của Chiêu Hỉ Duyệt, có mối tình đau khổ với côTập 5, bị Bingo đánh lén ngất xỉu và cướp đi khẩu súng khi đang truy bắt La Đại Uy. Tập 18, được điều từ NB qua RCU Tây Cửu Long. Tập 24, bị Đặng Minh Dương bắn chết bằng nghi thức hành hình.Nhân vật nguyên bản ngoài đời: Cảnh viên Lương Thành Ân Xem Nhà họ Khâu |
| Viên Vỹ Hào              | Thượng Thăng      | Sing Sir Thanh tra tổ C hành động của NB -> Thanh tra tổ A của RCU Tây Cửu Long Sư đệ, cấp trên kiêm bạn thân của Cốc Vĩnh Chính Cấp trên kiêm bạn tốt của Chiêu Hỉ Duyệt, Trình Mỹ Ân, Mạc Thế Siêu, Trần Quốc Thành Cấp dưới của Vạn Hi Hoa, bất hòa với bà Coi Bingo vừa là bạn vừa là đối thủMắc bệnh ung thư, ngoài ra do bị trúng đạn và tập kích nhiều lần nên bị các di chứng sau chấn thương: động kinh, đi vệ sinh không kiểm soát và hội chứng Gerstmann (mất khả năng viết chữ & tính toán, không phân biệt được bên phải / bên trái, không phân biệt được ngón tay của mình với người khác). Tập 2, được điều từ Tổ trọng án Vượng Giác qua NB. Tập 5, bắn chết Sơn Cẩu, sau đó bị Bingo đang nhắm bắn Vạn Hi Hoa nhưng bắn nhầm trúng đầu trọng thương. Sau tai nạn được nhận tiền bồi thường 232,000 HKD (chỉ nhận một lần) của Sở cảnh sát và tiền quyên góp của Bingo. Tập 9, được điều tới RCU Tây Cửu Long. Tập 25, khi Trình Vũ Sâm bị thôi chức Phó chỉ huy và bị điều đi, anh cũng bị Vạn Hi Hoa bắt ngồi chơi không có việc làm. Tập 27, được Vạn Hi Hoa cho phép điều tra vụ án hãm giết liên hoàn và ném acid ở nơi đông người liên quan tới La Bưu. Tập 28, tham gia kỳ thi lên chức, nhưng do não bị tổn thương ảnh hưởng biểu hiện trong kỳ thi nên thất bại. Tập 29, cùng với Trình Vũ Sâm khởi kiện Vạn Hi Hoa lên Cao đẳng Pháp viện, buộc tội bà "chỉ huy tắc trách" làm anh trúng đạn. Tập 30, đầu tiên tòa án phán quyết anh thua kiện, sau này tòa phúc thẩm đổi thành thắng kiện, Vạn Hi Hoa phải bồi thường cho anh, khiến bà phải nghỉ hưu sớm. Ở kết cục, phim đề cập Sở cảnh sát đã phê chuẩn sau khi chết anh được an táng ở Hạo Viên (nghĩa trang của nhân viên công vụ) và tiết lộ ngày an táng ở Hạo Viên của sếp Trần - nhân vật nguyên bản của anh.Nhân vật nguyên bản ngoài đời: Thanh tra Trần Tư Kỳ Xem Nhà họ Thượng |
| Lương Cạnh Huy           | Cốc Vĩnh Chính    | Cốc Vui Vẻ, sếp Cốc, Tế Thiêm (biệt danh lúc làm nội gián) Trung sĩ tổ C hành động của NB -> Trung sĩ tổ A của RCU Tây Cửu Long Nhân chứng chuyên gia về lĩnh vực cờ bạc Sư huynh, cấp dưới kiêm bạn thân của Thượng Thăng Có tình cảm với Lục Úy Kiều, sau thành bạn trai của cô Bất hòa với Vạn Hi Hoa, bị bà ta đì Bạn thân cách biệt tuổi tác của Thượng Tình Cấp dưới cũ của Khâu Lệ Tiến Cấp trên kiêm bạn tốt của Trần Quốc Thành, Mạc Thế Siêu, Trình Mỹ Ân và Chiêu Hỉ DuyệtMê cờ bạc, vì vậy mà từng mắc nợ số tiền lớn, sau đó nhờ Thượng Thăng và nhóm bạn giúp đỡ trả nợ Từng được Khâu Lệ Tiến phái làm nội gián bên cạnh Sơn Cẩu, sau đó bị Sơn Cẩu phát hiện và chặt đứt một ngón tay, khiến Khâu Lệ Tiến vì tới cứu anh mà bị Sơn Cẩu giết chết. Tập 3, được điều từ Tổ trọng án Vượng Giác qua. Tập 5, khi truy bắt Sơn Cẩu bị hắn siết cổ suýt chết, may được Thượng Thăng cứu và bắn chết Sơn Cẩu. Tập 7, kể Thượng Thăng nghe chuyện năm xưa được Khâu Lệ Tiến phái làm nội gián bên cạnh Sơn Cẩu. Tập 8, bị Vạn Hi Hoa tát, sau đó đi cùng Thượng Thăng tới C&IIB tố cáo Vạn Hi Hoa lạm quyền. Tập 9, bị điều qua kho giữ súng. Tập 18, được Trình Vũ Sâm điều qua RCU Tây Cửu Long nhờ Chiêu Hỉ Duyệt giới thiệu. Tập 19, nhờ Lục Úy Kiều báo tin mà anh và Trình Mỹ Ân tránh được bom do Giang Chính Long đặt trên thuyền. Tập 25, bị Vạn Hi Hoa bắt ngồi chơi không có việc làm. Tập 26, kịp thời ngăn không cho La Bưu cưỡng hiếp Dương Hiểu Di. Tập 28, bị trúng bom do Đặng Minh Dương đặt, hủy một phần mặt. Từ tập 29 trở thành nhân chứng giả vờ giúp cho Vạn Hi Hoa chỉ chứng Thượng Thăng, thực chất là giúp Thượng Thăng vạch tội Vạn Hi Hoa. |
| Tạ Đông Mẫn              | Trần Quốc Thành   | A Thành Cảnh viên tổ C hành động của NB -> Cảnh viên tổ A của RCU Tây Cửu Long Cấp dưới của Thượng Thăng Cấp dưới kiêm bạn tốt của Cốc Vĩnh Chính Đồng nghiệp kiêm bạn tốt của Mạc Thế Siêu, Chiêu Hỉ Duyệt, Trình Mỹ ÂnTập 3, được điều từ Tổ trọng án Vượng Giác qua. Tập 18, được điều tới RCU Tây Cửu Long. Tập 19, bị trúng bom của Giang Chính Long đặt trên thuyền khiến đôi chân trọng thương, phải cưa chân. Tập 29, quay về RCU Tây Cửu Long đảm nhiệm công việc điều tra. |
| Dư Đức Thừa              | Mạc Thế Siêu      | Tế Siêu, A Siêu Cảnh viên tổ C hành động của NB -> Cảnh viên tổ A của RCU Tây Cửu Long Cấp dưới của Thượng Thăng Cấp dưới kiêm bạn tốt của Cốc Vĩnh Chính Đồng nghiệp kiêm bạn tốt của Trần Quốc Thành, Chiêu Hỉ Duyệt, Trình Mỹ ÂnTập 3, được từ Tổ trọng án Vượng Giác qua. Tập 18, được điều tới RCU Tây Cửu Long. Tập 19, bị trúng bom của Giang Chính Long đặt trên thuyền nên trọng thương, cuối cùng không qua khỏi. |
| Trương Bảo Nhi           | Trình Mỹ Ân       | A Ân, Ân Đẹp Gái Cảnh viên tổ C hành động của NB -> Cảnh viên tổ A của RCU Tây Cửu Long Cấp dưới của Thượng Thăng Cấp dưới kiêm bạn tốt của Cốc Vĩnh Chính Đồng nghiệp kiêm bạn tốt của Trần Quốc Thành, Chiêu Hỉ Duyệt, Mạc Thế SiêuTập 3, được từ Tổ trọng án Vượng Giác qua. Tập 18, được điều tới RCU Tây Cửu Long. Tập 19, nhờ Lục Úy Kiều báo tin mà cô và Cốc Vĩnh Chính tránh được bom do Giang Chính Long đặt trên thuyền. Tập 25, bị Vạn Hi Hoa bắt ngồi chơi không có việc làm. Tập 27, được Vạn Hi Hoa cho phép điều tra vụ án hãm giết liên hoàn và ném acid ở nơi đông người liên quan tới La Bưu. |
| Giang Chỉ Nhân (lúc nhỏ) | Chiêu Hỉ Duyệt    | Jill, A Chiêu Cảnh viên tổ A của RCU Tây Cửu Long Cấp dưới kiêm bạn thân của Thượng Thăng Cấp dưới cũ và thanh mai trúc mã của Khâu Lệ Kiệt, có mối tình đau khổ với anhLúc nhỏ từng bi bắt cóc, suýt chút bị La Bưu (1 trong những tên bắt cóc) xâm hại nhưng bị đại ca hắn ngăn cản, dù cuối cùng được cảnh sát cứu thoát nhưng từ đó mắc chứng PTSD, khiến mỗi ngày đều rất khó ngủ khi nằm. Từng được Khâu Lệ Kiệt phái làm nội gián bên cạnh Nghiêm Thế Hiếu Tập 2, bị Nghiêm Thế Hiếu phát hiện thân phận và dùng dao cứa tay, khiến cô hấp thụ quá liều ma túy rồi đưa cô đi. Tập 3, được Thượng Thăng cứu thoát và đưa tới bệnh viện, sau khi điều trị khỏi thì xuất viện ở tập 7. Tập 9, được điều tới nhánh Giao thông của Tổng khu Tây Cửu Long, sau đó điều tới RCU Tây Cửu Long. Tập 25, bị Vạn Hi Hoa bắt ngồi chơi không có việc làm. Tập 26, bị La Bưu theo dõi, sau đó Vạn Hi Hoa ra lệnh cho cô dụ La Bưu tiếp tục phạm tội. Tập 27, được Vạn Hi Hoa cho phép điều tra vụ án hãm giết liên hoàn và ném acid ở nơi đông người liên quan tới La Bưu. Tập 28, thành công bắt giữ La Bưu và giúp Thượng Thăng khởi kiện Vạn Hi Hoa. |
| Thái Tư Bối              | Chiêu Hỉ Duyệt    | Jill, A Chiêu Cảnh viên tổ A của RCU Tây Cửu Long Cấp dưới kiêm bạn thân của Thượng Thăng Cấp dưới cũ và thanh mai trúc mã của Khâu Lệ Kiệt, có mối tình đau khổ với anhLúc nhỏ từng bi bắt cóc, suýt chút bị La Bưu (1 trong những tên bắt cóc) xâm hại nhưng bị đại ca hắn ngăn cản, dù cuối cùng được cảnh sát cứu thoát nhưng từ đó mắc chứng PTSD, khiến mỗi ngày đều rất khó ngủ khi nằm. Từng được Khâu Lệ Kiệt phái làm nội gián bên cạnh Nghiêm Thế Hiếu Tập 2, bị Nghiêm Thế Hiếu phát hiện thân phận và dùng dao cứa tay, khiến cô hấp thụ quá liều ma túy rồi đưa cô đi. Tập 3, được Thượng Thăng cứu thoát và đưa tới bệnh viện, sau khi điều trị khỏi thì xuất viện ở tập 7. Tập 9, được điều tới nhánh Giao thông của Tổng khu Tây Cửu Long, sau đó điều tới RCU Tây Cửu Long. Tập 25, bị Vạn Hi Hoa bắt ngồi chơi không có việc làm. Tập 26, bị La Bưu theo dõi, sau đó Vạn Hi Hoa ra lệnh cho cô dụ La Bưu tiếp tục phạm tội. Tập 27, được Vạn Hi Hoa cho phép điều tra vụ án hãm giết liên hoàn và ném acid ở nơi đông người liên quan tới La Bưu. Tập 28, thành công bắt giữ La Bưu và giúp Thượng Thăng khởi kiện Vạn Hi Hoa. |
| Trần Vỹ Hồng             | Lý Hiển Nhân      | A Nhân Cảnh viên Cấp dưới của Thượng ThăngTừng bị Vạn Hi Hoa khiếu nại khiến anh bị kỷ luật Tập 18, được Trình Vũ Sâm điều về RCU Tây Cửu Long. Tập 19, bị bom của Giang Chính Long làm trọng thương, sau đó hôn mê một thời gian. Tập 25, tỉnh lại sau hôn mê, nhưng vẫn phải tiếp tục điều trị. |
| Lâm Hựu Kiều             | Phương Trung Bình | Cảnh viênTập 19, được điều từ NB qua. |
| Trịnh Gia Hào            | Diêu Khải Sân     | Cảnh viênTập 19, được điều từ NB qua. |
| Đổng Kính Văn            | Hoắc Cẩm An       | Cảnh viênTập 19, được điều từ NB qua. |
| Trình Hạo Tuấn           | Tuấn              | Cảnh viênTập 18, được điều từ CIB qua. |
| Đặng Gia Kiệt            | Kiệt              | Cảnh viênTập 18, được điều từ CIB qua. |
| Trang Triệu Lân          | Lân               | Cảnh viênTập 18, được điều từ CIB qua. |
| Chu Hối Lâm              | Sa Khương         | Cảnh viên Cấp dưới của Khâu Lệ Kiệt |
| Mạc Gia Cam              | Sao Cơ            | Cảnh viên Cấp dưới của Khâu Lệ Kiệt |
| Phạm Trọng Hằng          | Thạch Tử          | Cảnh viên Cấp dưới của Khâu Lệ Kiệt |

#### Cục Tình báo Hình sự (CIB)
| Diễn viên                | Nhân vật          | Biệt danh / Mối quan hệ |
| ------------------------ | ----------------- | --- |
| Lý Thành Xương           | Doãn Thiên Dục    | sếp Doãn Tổng cảnh ti OCTB -> Trợ lý Sở trưởng (nhánh Hình sự) Cấp dưới của Quách Triển Lượng Cấp trên của Giản Quốc Thự, Khâu Lệ Kiệt, Huỳnh Chí Minh, Lý Tử Dương, Châu Minh Lạc Đối địch và là đối thủ cạnh tranh vối Vạn Hi Hoa Lên sóng ở tập 19 |
| Hứa Thiệu Hùng           | Giản Quốc Thự     | A Kan, sếp Giản, Kan Đê Tiện Cảnh ti Cao cấp / Trợ lý chỉ huy Cảnh khu Vượng Giác -> Tổng cảnh ti NB -> Phó viện trưởng Học viện Cảnh sát -> Tổng cảnh ti CIB Kẻ địch của Vạn Hi Hoa, sau này hợp tác với bà Chồng cũ của Tô Tuệ Nhã Cấp dưới của Quách Triển Lượng, Lê Dịch Thái, Doãn Thiên Dục Cấp trên của Khâu Lệ Kiệt, Thượng Thăng, bất hòa với họMáy vi tính của ông từng bị Nguyễn Thị Quế xâm nhập, khiến cô ta biết được tài liệu mật của cảnh sát và đem tài liệu đó đưa cho Đặng Minh Dương Tập 2, điều từ Cảnh khu Vượng Giác tới NB làm Tổng cảnh ti. Tập 6, bị nhiều cấp dưới chỉ trích tác phong và hành vi trước mặt Quách Triển Lượng, bị Quách Triển Lượng điều qua làm Phó viện trưởng Học viện Cảnh sát. Tập 14, điều tới CIB. Từ tập 28, giả vờ giúp đỡ Thượng Thăng tố cáo Vạn Hi Hoa, thực chất là giúp Vạn Hi Hoa đối phó với Thượng Thăng. |
| Trương Gia Tấn (lúc nhỏ) | Khâu Lệ Kiệt      | Matt, sếp Matt Thanh tra / Chỉ huy tổ C hành động của NB -> Thanh tra Cao cấp Cấp dưới của Giản Quốc Thự, bất hòa với ông ta Cấp trên của Thượng Thăng, bất hòa với anh, sau đó làm hòa Cấp trên và thanh mai trúc mã của Chiêu Hỉ Duyệt, có mối tình đau khổ với cô Xem Tổ trọng án khu (RCU) Tây Cửu Long / Nhà họ Khâu |
| Dương Minh               | Khâu Lệ Kiệt      | Matt, sếp Matt Thanh tra / Chỉ huy tổ C hành động của NB -> Thanh tra Cao cấp Cấp dưới của Giản Quốc Thự, bất hòa với ông ta Cấp trên của Thượng Thăng, bất hòa với anh, sau đó làm hòa Cấp trên và thanh mai trúc mã của Chiêu Hỉ Duyệt, có mối tình đau khổ với cô Xem Tổ trọng án khu (RCU) Tây Cửu Long / Nhà họ Khâu |
| Viên Vỹ Hào              | Thượng Thăng      | Sing Sir Thanh tra NB Cấp dưới của Giản Quốc Thự, bất hòa với ông ta Cấp dưới của Khâu Lệ Kiệt, bất hòa với anh ta, sau làm hòaTập 2, được điều từ Tổ trọng án Vượng Giác qua NB. Tập 9, được điều tới RCU Tây Cửu Long.Xem Tổ trọng án khu (RCU) Tây Cửu Long / Nhà họ Thượng |
| Huỳnh Diệu Hoàng         | Huỳnh Chí Minh    | Huỳnh Tử Cảnh viên CIB |
| Quan Tử Dương            | Lý Tử Dương       | Cảnh viên CIB |
| Chu Lạc Minh             | Châu Minh Lạc     | Cảnh viên CIB |
| Lâm Hựu Kiều             | Phương Trung Bình | Cảnh viên NBTập 19, điều tới RCU Tây Cửu Long.Xem Tổ trọng án khu (RCU) Tây Cửu Long |
| Trịnh Gia Hào            | Diêu Khải Sân     | Cảnh viên NBTập 19, điều tới RCU Tây Cửu Long.Xem Tổ trọng án khu (RCU) Tây Cửu Long |
| Đổng Kính Văn            | Hoắc Cẩm An       | Cảnh viên NBTập 19, điều tới RCU Tây Cửu Long.Xem Tổ trọng án khu (RCU) Tây Cửu Long |
| Trần Gia Tuệ             |                   | Thư ký của Giản Quốc Thự |

#### Cục Khiếu nại và Điều tra nội bộ (C&IIB)
| Diễn viên        | Nhân vật        | Biệt danh / Mối quan hệ |
| ---------------- | --------------- | --- |
| Huỳnh Trí Hiền   | Trình Vũ Sâm    | Samuel, sếp Trình Từng là Tổng cảnh ti C&IIB Từng là Cảnh ti của SDU Chồng của Tô Tuệ Nhã Cấp dưới của Quách Triển Lượng Cấp dưới của Vạn Hi Hoa, đối đầu với bàTập 15, điều từ C&IIB tới Tổng khu Tây Cửu Long làm Phó chỉ huy Tập 25, bị Vạn Hi Hoa bắt ngồi chơi không có việc làm. Từ tập 28, cùng với Thượng Thăng khởi kiện Vạn Hi Hoa. Tập 30, thăng chức Trợ lý Sở trưởng / Chỉ huy Tổng khu Đảo Hong Kong.Xem Trụ sở Tổng khu Tây Cửu Long |
| Thang Tuấn Minh  | Huỳnh Kiếm Nhân | sếp Huỳnh, A Nhân Thanh tra C&IIB -> Tổng thanh tra C&IIB Cấp dưới cũ của Trình Vũ Sâm, Vạn Hi Hoa |
| Chung Quân Dương |                 | Thanh tra C&IIB |
| Trần Kiến Văn    |                 | Thanh tra C&IIB |
| Gia Tuấn         |                 | Thanh tra C&IIB |
| Mạnh Hy Lân      |                 | Cảnh viên C&IIB |
| Lâu Gia Hào      |                 | Cảnh viên C&IIB |
| Lương Bách Xuyên |                 | Cảnh viên C&IIB |

#### Cục Quan hệ Công chúng của Cảnh sát (PPRB)
| Diễn viên    | Nhân vật     | Biệt danh / Mối quan hệ |
| ------------ | ------------ | --- |
| Lữ San       | Lương Gia Lễ | Tổng cảnh ti PPRB Cấp dưới của Quách Triển Lượng Cấp trên của Tô Tuệ Nhã |
| Trần Mẫn Chi | Tô Tuệ Nhã   | Carrie Cảnh ti PPRB Vợ cũ của Giản Quốc Thự Vợ của Trình Vũ Sâm Cấp dưới của Quách Triển LượngTừng vì giúp Trình Vũ Sâm chống lại Vạn Hi Hoa nên bí mật tìm Giản Quốc Thự để thương lượng không cho Trình Vũ Sâm biết Tập 25, bị Vạn Hi Hoa bắt ngồi chơi không có việc làm. Từ tập 28, giúp đỡ Thượng Thăng tố cáo Vạn Hi Hoa.(khách mời diễn xuất) |
| Lê Khoan Di  |              | Cảnh viên PPRB Cấp dưới của Tô Tuệ Nhã, Lương Gia Lễ |

#### Các nhân viên cảnh sát khác
| Diễn viên       | Nhân vật      | Biệt danh / Mối quan hệ                                                                                         |
| --------------- | ------------- | --- |
| Âu Hiên Vỹ      |               | Giám thị gác thi ở Học viện Cảnh sát                                                                            |
| Huỳnh Dĩnh Quân | Bác sĩ Trương | Bác sĩ tâm lý của Sở cảnh sát Bác sĩ tâm lý từng điều trị cho Chiêu Hỉ Duyệt, Cốc Vĩnh Chính, Thượng Thăng      |
| Lương Văn Úy    |               | Cảnh viên |
| La Vĩnh Kiện    |               | Cảnh viên |
| Bành Tường Linh |               | Cảnh viên |
| Trịnh Tuyển Hi  |               | Cảnh viên |
| Hồ Phỉ          |               | Thí sinh cảnh sát -> Thanh tra                                                                                  |
| Trần Tiển Hạo   |               | Thí sinh cảnh sát -> Thanh tra                                                                                  |
| Châu Gia Toàn   |               | Thí sinh cảnh sát -> Thanh tra                                                                                  |
| Lâm Hạo Văn     |               | Thí sinh cảnh sát -> Thanh tra                                                                                  |
| Trương Hán Bân  | Bác sĩ Trương | Nhà tâm lý học tội phạm Tham gia cuộc điều tra vụ án hãm giết liên hoàn của La Bưu                              |
| Chương Chí Văn  | sếp Trác      | Nhân viên ở TCD (Tổ Điều tra Tội phạm Công nghệ cao) Tham gia cuộc điều tra vụ án hãm giết liên hoàn của La Bưu |
| Dịch Vũ Hàng    |               | Nhân viên Interpol Tham gia cuộc điều tra vụ án hãm giết liên hoàn của La Bưu                                   |

### Xã hội đen

#### Xã hội đen gốc Việt[1]
| Diễn viên          | Nhân vật               | Biệt danh / Mối quan hệ |
| ------------------ | ---------------------- | --- |
| Ngô Đình Diệp      | Đặng Minh Dương        | Doanh Trưởng (Tiểu Đoàn Trưởng) 1 trong 2 nhân vật phản diện lớn nhất phim Đại ca xã hội đen gốc Việt Từng là đội trưởng ở Lữ đoàn 12 Thiết giáp, Quân đoàn 3, Quân đội Nhân dân Việt Nam Ông trùm sau lưng của Sơn Cẩu Đại ca của Sơn Cẩu, Phát Ôn, Hà Lực Cường, Eddy, Lê Bá Hùng, Huỳnh Tấn Mãnh, Giang Lệ Dao, chú Tư Từng là đại ca của Lưu Quảng Hưng Đối tượng điều tra của Bingo Đối tác làm ăn của Giang Chính Long, sau này trở mặt Kẻ thù giết cha mẹ của Giang Lệ Dao Kẻ thù giết con của Vạn Hi HoaTrong Chiến tranh Việt Nam - Campuchia, ông từng vì quân Campuchia trốn vào làng của gia đình Giang Lệ Dao nên diệt cả làng, giết cha mẹ của Giang Lệ Dao. Tập 10, bắt cóc Lưu Đồng Đồng để uy hiếp Lưu Quảng Hưng bắt cóc Trác Trí Văn. Tập 23, không màng nguy hiểm cứu Bingo, Hà Lực Cường và Eddy đang giao dịch với Giang Chính Long (lúc đó đang bị cảnh sát khống chế), lúc đào tẩu vì tránh sự truy bắt của cảnh sát nên lao xe xuống núi, khiến bản thân bất tỉnh. Tập 24, bắn chết Khâu Lệ Kiệt bằng nghi thức hành hình. Tập 25, nói rằng sẽ giao công việc dang dở của Hà Lực Cường cho Giang Lệ Dao tiếp quản, còn quả quyết phải báo thù cho Eddy và Hà Lực Cường đã chết. Tập 27, sau khi phát hiện thân phận chân chính của Giang Lệ Dao đã giết chết cô ta và bắt cóc Lục Úy Kiều. Tập 28, gài bom giết chết Lục Úy Kiều và làm Cốc Vĩnh Chính bị thương. Tập 30, bị Trình Vũ Sâm bắn trọng thương và bị bắt giữ, cuối cùng bị tuyên án tù chung thân. |
| Ngụy Huệ Văn       | Lưu Quảng Hưng         | Phó Doanh Trưởng (Tiểu Đoàn Phó), A Hưng Từng là xã hội đen gốc Việt, hiện là tài xế riêng của nhà họ Trác Từng là phó đội trưởng ở Lữ đoàn 12 Thiết giáp, Quân đoàn 3, Quân đội Nhân dân Việt Nam Cha của Lưu Đồng Đồng Thuộc hạ trước đây của Đặng Minh DươngTập 10, vì Lưu Đồng Đồng bị Đặng Minh Dương bắt cóc, buộc phải bắt cóc Trác Trí Văn. Tập 12, vì bảo vệ Trác Trí Văn nên bị Hà Lực Cường đâm chết. |
| Lâm Kính Cương     | Hà Lực Cường           | A Li Xã hội đen gốc Việt Từng là binh nhất ở Lữ đoàn 12 Thiết giáp, Quân đoàn 3, Quân đội Nhân dân Việt Nam Cánh tay phải của Đặng Minh Dương Bạn trai của Giang Lệ Dao, thực chất bị cô lợi dụng Có thành kiến với BingoTập 12, vốn dĩ định đâm chết Trác Trí Văn, nhưng lỡ tay đâm chết Lưu Quảng Hưng, sau đó bị bắt và giả vờ nhận tội sau khi được Giang Lệ Dao khuyên nhủ. Tập 13, khi đang tái diễn vụ án, được thuộc hạ của Đặng Minh Dương cứu thoát. Tập 20, vì không nghe lệnh, tự ý định giết Lưu Đồng Đồng nên bị Đặng Minh Dương bắt tự cắt một vành tai, nhưng bị Bingo ngăn cảnh. Tập 23, khi đang giao dịch với Giang Chính Long (lúc đó đang bị cảnh sát khống chế), bị thương do lính bắn tỉa bên phe của Giang Lệ Dao bắn, lúc đào tẩu vì muốn tránh mai phục và chốt chặn trên đường của cảnh sát nên lao xe xuống núi, cuối cùng bị Giang Lệ Dao bắn chết. |
| La Hạo Minh        | Eddy                   | Xã hội đen gốc Việt Từng là binh nhất ở Lữ đoàn 12 Thiết giáp, Quân đoàn 3, Quân đội Nhân dân Việt Nam Cánh tay phải của Đặng Minh DươngTập 13, định bắn tỉa giết Thượng Thăng và Bingo nhưng thất bại, bắn Mạc Đắc Bằng và một số cảnh sát khác bị thương. Tập 23, khi đang giao dịch với Giang Chính Long (lúc đó đang bị cảnh sát khống chế), bị thương do lính bắn tỉa bên phe của Giang Lệ Dao bắn, lúc đào tẩu vì muốn tránh mai phục và chốt chặn trên đường của cảnh sát nên lao xe xuống núi, cuối cùng bị thương nặng tử vong. |
| Hà Bội Mân         | Giang Lệ Dao           | A Dao Ngoài mặt là quản lý quán ăn Đoan Ký, thực chất là xã hội đen gốc ViệtTrẻ mồ côi, lúc nhỏ cha mẹ bị Đặng Minh Dương giết hại Giả vờ tiếp cận đám người của Đặng Minh Dương để báo thù cho cha mẹ Giả vờ làm bạn gái của Hà Lực Cường, thực chất lợi dụng anh ta Chị em tốt và đối tác của Lục Úy Kiều, Nguyễn Thị Quế Tập 13, cứu thoát Eddy đang bị cảnh sát bao vây. Tập 23, bắn chết Hà Lực Cường, sau đó giả vờ cứu thoát Đặng Minh Dương. Tập 25, tiếp quản công việc dang dở của Hà Lực Cường. Tập 27, cùng với Lục Úy Kiều bắt cóc La Bưu, sau đó bị Đặng Minh Dương bắn chết. |
| Lâm Vỹ             | Sơn Cẩu                | Tội phạm Từng là lính bắn tỉa ở Lữ đoàn 12 Thiết giáp, Quân đoàn 3, Quân đội Nhân dân Việt Nam Thuộc hạ của Đặng Minh Dương Đại ca của Bingo, La Đại Uy, Phát ÔnBa năm trước vì phát hiện thân phận nội gián của Cốc Vĩnh Chính nên chặt đứt một ngón tay của anh ta Ba năm trước bắt giam và giết chết Khâu Lệ Tiến bằng nghi thức hành hình Kẻ thù giết con của Vạn Hi Hoa Tập 5, đang định giết Cốc Vĩnh Chính thì bị Thượng Thăng bắn chết. |
| Phương Thiệu Thông | Phát Ôn (Lên Cơn Điên) | Tội phạm Từng là lính bắn tỉa ở Lữ đoàn 12 Thiết giáp, Quân đoàn 3, Quân đội Nhân dân Việt Nam Thuộc hạ của Đặng Minh Dương Thuộc hạ của Đặng Minh Dương, Sơn Cẩu Hung ác tàn nhẫnTheo lệnh Sơn Cẩu, đánh trọng thương hai tù nhân từng tập kích La Đại Uy trong tù Tập 3, cho rằng Thượng Tình đã nhận ra mặt Bingo nên định giết cô bé, nhưng bị Bingo ngăn cản. Tập 5, bị văng ra khỏi xe tử vong khi Bingo quẹo cua gấp. |
| Lâm Lợi            | La Đại Uy              | Đại Uy Tội phạm Chồng của Vương Thanh Dư Thuộc hạ của Sơn Cẩu Bạn lúc hoạn nạn của BingoTập 5, bị Vạn Hi Hoa bắn chết, khiến mối quan hệ của Bingo và Vạn Hi Hoa rạn nứt. |
| Lý Ỷ Văn           | Nguyễn Thị Quế         | A Quế Từng đổi tên thành Nguyễn Nguyệt Quế Ngoài mặt là gái mại dâm, thực chất là xã hội đen gốc ViệtGiả vờ tiếp cận Giản Quốc Thự để lấy tài liệu mật của cảnh sát giao cho Đặng Minh Dương Chị em tốt và đối tác của Lục Úy Kiều, Giang Lệ Dao Tập 26, bị La Bưu hãm giết. |
| Vương Trí Địch     | Lê Bá Hùng             | A Hùng Xã hội đen gốc Việt Từng là binh nhất ở Lữ đoàn 12 Thiết giáp, Quân đoàn 3, Quân đội Nhân dân Việt Nam Thuộc hạ của Đặng Minh DươngTập 13, cứu thoát Hà Lực Cường khi đang tái diễn vụ án. Tập 27, cùng với Đặng Minh Dương và Huỳnh Tấn Mãnh bắt cóc Lục Úy Kiều và đặt bom giết chết cô ta. Tập 30 bị bắt. |
| Tăng Hải Xương     | Huỳnh Tấn Mãnh         | A Mãnh Xã hội đen gốc Việt Từng là binh nhất ở Lữ đoàn 12 Thiết giáp, Quân đoàn 3, Quân đội Nhân dân Việt Nam Thuộc hạ của Đặng Minh DươngTập 13, cứu thoát Hà Lực Cường khi đang tái diễn vụ án. Tập 27, cùng với Đặng Minh Dương và Lê Bá Hùng bắt cóc Lục Úy Kiều và đặt bom giết chết cô ta. Tập 30 bị bắt. |
| Trần Miễn Lương    | chú Tư                 | Ngoài mặt là ông chủ tiệm ăn Đoan Ký, thực chất là xã hội đen gốc Việt Thuộc hạ kiêm người liên lạc của Đặng Minh DươngTập 9, giả vờ cho Bingo thuê nhà, thực chất là đưa Bingo tới gặp Đặng Minh Dương. Tập 12, giúp Đặng Minh Dương bắt cóc và trông chừng Lưu Đồng Đồng. Tập 30, phim đề cập ông ta bị bắt. |
| Lý Hoàng Sinh      | Châu Quốc Cường        | A Cường Thủ lĩnh nhóm lính đánh thuê Được Đặng Minh Dương thuêTập 30, bán thông tin tình báo liên quan tới Đặng Minh Dương trong điện thoại của Bingo cho Thượng Thăng, nhưng sau đó bị Đặng Minh Dương phát hiện nên ép ông ta gởi tin nhắn dụ Trình Vũ Sâm tới bến cảng và gắn bom trên người ông ta. Sau đó được Trình Vũ Sâm cứu thoát. |
| Lương Trạch Vũ     |                        | Ngoài mặt là nhân viên tiệm ăn Đoan Ký, thực chất là xã hội đen gốc Việt Thuộc hạ của Đặng Minh DươngTập 12, giúp Đặng Minh Dương bắt cóc và trông chừng Lưu Đồng Đồng. Tập 30, phim đề cập anh ta bị bắt. |
| Huỳnh Vỹ Đường     | Trần Thắng             | Thành viên xã hội đen / người đưa tin của cảnh sátVì Vạn Hi Hoa muốn tạo cơ hội cho Bingo tiếp cận Sơn Cẩu nên cố tình làm lộ thân phận của ông ta, khiến ông bị Phát Ôn tống lượng lớn ma túy vào miệng, quá liều mà chết. |

#### Xã hội đen Hong Kong
| Diễn viên        | Nhân vật         | Biệt danh / Mối quan hệ |
| ---------------- | ---------------- | --- |
| Thái Thần        | Nghiêm Thế Hiếu  | anh Hiếu Thủ lĩnh xã hội đen, chuyên phụ trách buôn bán ma tuý Bạn làm ăn của Châu Lập hiền và bang Nam Á Đại ca của Giang Chính Long, Tả LuânTập 2, phát hiện thân phận nội gián của Chiêu Hỉ Duyệt Tập 3 bị bắt, khai ra tội của Châu Lập Hiền |
| Tạ Khả Dật       |                  | Thủ lĩnh nhóm nhỏ của xã hội đen Thủ hạ của Nghiêm Thế HiếuTập 3 trúng đạn khi đấu súng với Thượng Thăng rồi bị bắt |
| Diêu Diệc Lễ     | Châu Lập Hiền    | Ngoài mặt là ông chủ công ty đầu tư, thật ra là ông chủ sau lưng tập đoàn ma tuý ở ColombiaTập 4 đề xuất hợp tác với Sơn Cẩu Tập 6 bị cấp dưới của Vạn Hi Hoa dụ bắt giữ thành công nhờ sự giúp đỡ của Bingo |
| Dương Triều Khải | Giang Chính Long | Chính Long, anh Long Thủ lĩnh xã hội đen Bạn trai của Lục Uý Kiều Thủ hạ và người kế nhiệm của Nghiêm Thế Hiếu Tình địch và tử địch của Cốc Vĩnh Chính Đối tượng hợp tác của Đặng Minh Dương, sau trở mặt Đại ca của Tả Luân, đối địch với anh taTập 19 dùng bom do nhóm người Đặng Minh Dương cung cấp, giết chết Tả Luân, 3 chú bác xã hội đen ở Tân Giới (gồm chú Mãnh cha của Thái Tử) và Mạc Thế Siêu, làm Lý Quốc Thành, Lý Hiển Nhân bị thương nặng Tập 23 bị bắt, sau đó bị cảnh sát ép giao dịch ma tuý với nhóm người Đặng Minh Dương, trong quá trình đó bị các tay súng của Lục Uý Kiều tập kích Tập 24 suýt bị Đặng Minh Dương bắn chết Tập 30 đánh nhau với tù nhân rồi bị thương nặng, khi xe chở đến bệnh viện suýt bị thuộc hạ của Thái Tử sát hại |
| Tưởng Tổ Mạn     | Lục Uý Kiều      | |
| Trương Trí Hiên  | Tả Luân          | |
| Đỗ Cảng          | Thái Tử          | |
| Quỷ Trủng        | chú Mãnh         | |
| Mạc Vỹ Văn       | anh Câu          | |
|                  | anh Khôn         | |
|                  | Tà Đinh          | |

## Âm nhạc
| Bài hát                         | Sáng tác                                   | Trình bày        | Nguồn |
| ------------------------------- | ------------------------------------------ | ---------------- | ----- |
| Ý Chí Sắt Đá (鐵石心腸)         | Nhạc: Chu Tuấn Kiệt Lời: Trương Mỹ Hiền    | Trịnh Tuấn Hoằng | [ 2 ] |
| Sắt Thép Cũng Rơi Lệ (鋼鐵有淚) | Nhạc: Trương Gia Thành Lời: Trương Mỹ Hiền | HANA Cúc Tử Kiều | [ 3 ] |
| Em Vẫn Nhớ (我記得)             | Nhạc: Trương Gia Thành Lời: Trương Mỹ Hiền | Ngô Nhược Hy     | [ 4 ] |

## Chỉ số lượt xem
Bộ phim đã được công chiếu trên kênh TVB Jade tại Hong Kong, Ma Cao và trên Astro On Demand tại Malaysia vào ngày 1 tháng 4 năm 2019, và dự kiến chiếu tập cuối vào ngày 10 tháng 5 năm 2019. Tại Trung Quốc đại lục, năm tập đầu tiên đã được phát hành trên Tencent Video vào ngày 1 tháng 4, và năm tập tiếp theo đã được cung cấp cho các thành viên VIP. Tencent Video sẽ phát hành năm tập mới mỗi tuần. "The Defected" được công chiếu với xếp hạng tập đầu tiên cao nhất kể từ năm 2019, với tỷ suất người xem là 29,5 điểm.
Vào ngày 5 tháng 4, Netflix thông báo mua bản quyền của Thiết Thám, trở thành bộ phim truyền hình TVB đầu tiên được chiếu trên Netflix.
Tại Việt Nam, phim được phát sóng trên kênh truyền hình SCTV9 ngày 08 tháng 04 năm 2019 với tên gọi "Cảnh sát thép"

## Giải thưởng

### Lễ trao giải TVB thường niên 2019tại Hong Kong
| Năm  | Giải thưởng                       | Ứng cử viên                               | Kết quả       |
| ---- | --------------------------------- | ----------------------------------------- | ------------- |
| 2019 | Phim xuất sắc nhất                | Thiết Thám                                | Đề cử         |
| 2019 | Nam diễn viên chính xuất sắc nhất | Du Bỉnh Cao (Khương Hạo Văn)              | Đề cử         |
| 2019 | Nam diễn viên chính xuất sắc nhất | Trình Vũ Sâm (Huỳnh Trí Hiền)             | Đề cử         |
| 2019 | Nam diễn viên chính xuất sắc nhất | Thượng Thăng (Viên Vỹ Hào)                | Đề cử (top 5) |
| 2019 | Nữ diễn viên chính xuất sắc nhất  | Chiêu Hỉ Duyệt (Thái Tư Bối)              | Đề cử         |
| 2019 | Nữ diễn viên chính xuất sắc nhất  | Vạn Hi Hoa (Huệ Anh Hồng)                 | Đoạt giải     |
| 2019 | Nữ diễn viên chính xuất sắc nhất  | Dương Hiểu Di (Vương Quân Hinh)           | Đề cử         |
| 2019 | Nam nhân vật được yêu thích nhất  | Du Bỉnh Cao (Khương Hạo Văn)              | Đề cử (top 5) |
| 2019 | Nam nhân vật được yêu thích nhất  | Cốc Vĩnh Chính (Lương Cạnh Huy)           | Đề cử         |
| 2019 | Nam nhân vật được yêu thích nhất  | Trình Vũ Sâm (Huỳnh Trí Hiền)             | Đề cử         |
| 2019 | Nam nhân vật được yêu thích nhất  | Thượng Thăng (Viên Vỹ Hào)                | Đề cử         |
| 2019 | Nữ nhân vật được yêu thích nhất   | Chiêu Hỉ Duyệt (Thái Tư Bối)              | Đề cử         |
| 2019 | Nữ nhân vật được yêu thích nhất   | Vạn Hi Hoa (Huệ Anh Hồng)                 | Đề cử         |
| 2019 | Nữ nhân vật được yêu thích nhất   | Dương Hiểu Di (Vương Quân Hinh)           | Đề cử         |
| 2019 | Nam diễn viên phụ xuất sắc nhất   | Giản Quốc Thự (Hứa Thiệu Hùng)            | Đề cử         |
| 2019 | Nam diễn viên phụ xuất sắc nhất   | Cốc Vĩnh Chính (Lương Cạnh Huy)           | Đề cử         |
| 2019 | Nữ diễn viên phụ xuất sắc nhất    | Quảng Vịnh Sa (Đặng Bội Nghi)             | Đề cử (top 5) |
| 2019 | Nữ diễn viên tiến bộ nhanh nhất   | Quảng Vịnh Sa (Đặng Bội Nghi)             | Đề cử         |
| 2019 | Cặp bạn diễn được yêu thích nhất  | Viên Vỹ Hào, Lương Cạnh Huy               | Đề cử         |
| 2019 | Nhạc phim được yêu thích nhất     | Ý Chí Sắt Đá (ca sĩ: Trịnh Tuấn Hoằng)    | Đề cử         |
| 2019 | Nhạc phim được yêu thích nhất     | Sắt Thép Cũng Rơi Lệ (ca sĩ: Cúc Tử Kiều) | Đề cử         |
| 2019 | Nhạc phim được yêu thích nhất     | Em Vẫn Nhớ (ca sĩ: Ngô Nhược Hy)          | Đề cử         |

### Giải Hoa Đỉnh lần thứ 26
| Năm  | Giải thưởng                                                 | Ứng cử viên                | Kết quả       |
| ---- | ----------------------------------------------------------- | -------------------------- | ------------- |
| 2019 | Top 100 nữ diễn viên chính phim truyền hình Trung Quốc      | Vạn Hi Hoa (Huệ Anh Hồng)  | Đoạt giải     |
| 2019 | Nam diễn viên chính xuất sắc nhất phim truyền hình hiện đại | Thượng Thăng (Viên Vỹ Hào) | Đề cử (top 5) |